# Бологовское отделение Октябрьской железной дороги
Бологовское отделение Октябрьской железной дороги (НОД-2) — предприятие железнодорожного транспорта, существовавшее в 1936—1996 годах, производственное звено Октябрьской железной дороги. Контора отделения располагалась в г. Бологое по адресу: улица Дзержинского, дом 5.

## История
Бологовское отделение Октябрьской железной дороги было образовано в соответствии приказа НКПС от 14 мая 1936 года № 63-ц «О разукрупнении отделений службы эксплуатации». В состав отделения вошли участки: Спирово (исключит.) — Окуловка (включит.), Угловка — Боровичи, Окуловка — Любытино; в дальнейшем, в состав отделения вошли участки Любытино — Неболчи (исключит.) и Окуловка — Малая Вишера (включит.). В 1955 году в связи с ликвидацией Калининской железной дороги, к Бологовскому отделению было присоединено Медведевское отделение Калининской железной дороги. В 1996 году Бологовское отделение было ликвидировано, участки обслуживания вошли в состав Московского и Санкт-Петербургского отделения Октябрьской железной дороги. До 2002 года существовал Бологовский подотдел Московского отделения Октябрьской железной дороги.

## Территория
По состоянию на 1996 год, Бологовское отделение Октябрьской железной дороги обслуживало участки:
- Академическая (исключит.) — Бологое-Московское — Малая Вишера (станция) (включит.)
  - Угловка — Боровичи
  - Окуловка — Неболчи (исключит.)
- Сонково (включит.) — Бологое-Московское — Старая Русса (исключит.)
- Савёлово (включит.) — Овинище-2
  - Овинище-2 — Весьегонск
  - Калязин — Углич
- Пестово (исключит.) — Сонково
- Бологое-Московское — Бологое-Полоцкое
  - все ветви Бологовского узла.

Болговское отделение граничило (1996 год):
- с Московской железной дорогой:
  - по станции Савёлово
- с Северной железной дорогой:
  - по станции Сонково
- с Санкт-Петербургским отделением Октябрьской железной дороги:
  - по станции Пестово
  - по станции Малая Вишера
- с Псковским отделением Октябрьской железной дороги:
  - по станции Старая Русса
- с Московским отделением Октябрьской железной дороги:
  - по станции Академическая
- с Ржевским отделением Октябрьской железной дороги:
  - по станции Бологое-Полоцкое

## Линейные предприятия
Локомотивные депо
- Бологое (ТЧ-4),
- Малая Вишера (ТЧ-6),
- Медведево (ТЧ-13),
- Сонково (ТЧ-16),
- Осташков (ТЧ-34).

Дистанции пути
- Бологовская (ПЧ-5),
- Маловишерская (ПЧ-7),
- Валдайская (ПЧ-27),
- Сонковская(ПЧ-47).

Дистанции энергоснабжения
- Болговская ЭЧ-2,
- Медведевская ЭЧ-15.

Дистанции СЦБ
- Медведевская (ШЧ-3),
- Бологовская (ШЧ-4).

Вагонные депо
- Бологое (ВЧД-3)
- Малая Вишера (ВЧД-4)
- Сонково (ВЧД-?)

Станции
- В состав отделения входило более 100 станций, в том числе, 1 — внеклассная, 1 — 1-го класса, 3 — 2-го класса, 6 — 3-го класса. Крупнейшие станции: Бологое-Московское (сортировочная внеклассная), Сонково (участковая 1-го класса), Угловка (промежуточная 2-го класса), Боровичи (грузовая 2-го класса), Малая Вишера (промежуточная 2-го класса).